# Курти
Курти (фр. Courties) насеље је и општина у јужној Француској у региону Миди Пирене, у департману Жерс која припада префектури Миранд.
По подацима из 2011. године у општини је живело 47 становника, а густина насељености је износила 7,81 становника/km². Општина се простире на површини од 6,02 km². Налази се на средњој надморској висини од 260 метара (максималној 260 m, а минималној 145 m).

## Демографија
| 1962. | 1968. | 1975. | 1982. | 1990. | 1999. | 2011. |
| ----- | ----- | ----- | ----- | ----- | ----- | ----- |
| 77    | 80    | 57    | 49    | 61    | 49    | 47    |

График промене броја становника у току последњих година